# Tammy Duckworth
Ladda Tammy Duckworth (Bangkok, 12 de março de 1968) é uma militar e política norte-americana, atualmente Senadora dos Estados Unidos pelo estado de Illinois. Filiada ao Partido Democrata, representou o 8.º Distrito Congressional de Illinois na Câmara dos Representantes dos Estados Unidos de janeiro de 2013 a janeiro de 2017.
Nomeada pelo Presidente Barack Obama, foi Secretária Adjunta no Departamento de Assuntos de Veteranos dos EUA entre 2009 a 2011. De 2006 a 2009, comandou o Departamento de Assuntos de Veteranos de Illinois. Em novembro de 2016, Duckworth foi eleita Senadora com 3.012.940 votos, ou 54,9 por cento, derrotando o Senador republicano Mark Kirk.
Veterana da Guerra do Iraque, Duckworth serviu como piloto de helicópteros do Exército dos Estados Unidos e sofreu severos ferimentos durante as batalhas, perdendo ambas as pernas e danificando seu braço direito. Seu serviço prestado ao país rendeu-lhe diversas condecorações, como o Coração Púrpuro e a Medalha do Ar. Tendo recebido um atestado médico, continuou servindo como tenente-coronel na Guarda Nacional do Exército de Illinois até outubro de 2014.
Ao tomar posse no Senado dos Estados Unidos em janeiro de 2017, Duckworth tornou-se a segunda mulher asiática ao lado de Kamala Harris, depois de Mazie Hirono, a integrar a Congresso dos Estados Unidos, bem como sua primeira mulher com deficiência e a primeira tailandesa. Em janeiro de 2018, Duckworth anunciou estar grávida, sendo assim a primeira Senadora norte-americana a dar à luz no exercício de seu mandato.